# Ram Bergman
Pour les articles homonymes, voir RAM et Bergman.
Ram Bergman, né à Rishon LeZion, est un producteur israélien.

## Biographie
Ram Bergman a été cité en 2005 par le magazine Variety sur une liste de dix producteurs en vue.

## Filmographie
- 2005 : Brick
- 2010 : Le Caméléon
- 2012 : Looper
- 2013 : Don Jon
- 2016 : Rogue One: A Star Wars Story de Gareth Edwards : un technicien de l’Étoile de la Mort (caméo)
- 2017 : Star Wars, épisode VIII de Rian Johnson
- 2017 : Papillon de Michael Noer
- 2019 : À couteaux tirés  (Knives Out) de Rian Johnson
- 2022 : Glass Onion : Une histoire à couteaux tirés (Glass Onion: A Knives Out Mystery) de Rian Johnson
- 2023 : American Fiction de Cord Jefferson
- depuis 2023 : Poker Face (série TV)
- 2025 : Wake Up Dead Man: A Knives Out Mystery de Rian Johnson